# Радевич Олена Леонідівна
Олена Леонідівна Радевич (рос. Елена Леонидовна Радевич; нар. 19 червня 1986, Ленінград, РРФСР, СРСР) — російська акторка театру та кіно.

## Життєпис
Олена Радевич народилася 19 червня 1986 року в місті Ленінграді, де у цей час її батько навчався. У 1988 році, після закінчення навчання, батьки повернулися в Мурманськ, де Олена У сім років поступила в театральну студію. Закінчила місцевий економічний коледж, навчання в якому поєднувала з роботою телеведучої на місцевому телебаченні. Після закінчення коледжу деякий час працювала бухгалтером. Була володаркою титулу «Міс Мурманськ».
У 2004 році переїхала в Санкт-Петербург. Після провалу на вступному екзамені в Санкт-Петербурзьку державну академію театрального мистецтва (СПбГАТІ), була слухачкою академії на акторському курсі Семена Співака, а через рік переведена до нього на другий курс.
У 2009 році, після закінчення театральної академії, прийнята в трупу Санкт-Петербурзького державного молодіжного театру на Фонтанці, де працює донині.

## Фільмографія
- 2018 «Парижанка» — Ліза
- 2018 «Таємниці пані Кірсанової» — Олена Леонідівна Каретникова
- 2017 «Життя, за чутками, одне» — Ілона, коханка художника
- 2017 «Два життя» — Анжела, дочка бізнесмена з кримінальним минулим
- 2017 «Дві дружини» — Настя Чижова, головна роль
- 2017 «Тихі люди» — Лена Одинцова, головна роль
- 2017 «Олена прекрасна» — Олена Соколова, головна роль
- 2017 «Яблучко від яблуньки» — Галина
- 2016 «40+ або Геометрія почуттів» — Вєта, секретар агентства нерухомості
- 2016 «Чуже життя» — Анжела, головна роль
- 2015 «Поділися щастям своїм» — Олена, медсестра
- 2015 «Щоб побачити веселку ...» — Віра Корольова, головна роль
- 2015 «Обраниця» — Віка, коханка Дениса
- 2014 «Будинок з ліліями» — Ліля в юності
- 2014 «Політ метелика» — Світлана, головна роль
- 2013 «Тихе полювання» — Маргарита
- 2013 «Ковбої» — Егле
- 2013 «Агент особливого призначення» — Христина
- 2013 «Завдання особливої важливості: Операція „Тайфун“» — Аріна Мостова, радист
- 2013 «Завдання особливої важливості: Операція „Невидимка“» — Аріна Мостова, радист
- 2013 «Легенда для оперші» — Олександра Меліхова, співробітник поліції
- 2013 «Морські дияволи. Смерч 2» — Анна Степанова
- 2010 «Земський лікар» — епізодична роль
- 2010 «Жіночі мрії про далекі країни»— Ніна
- 2009 «Людина біля вікна» — дівчина біля театру
- 2009 «Буратіно» — Мальвіна
- 2008 «Бій місцевого значення» — Марія, черниця
- 2008 «Боєць. Народження легенди» — медсестра
- 2007 «Ливарний, 4» — «Миша»
- 2006 «Опера-2. Хроніки вбивчого відділу» — епізодична роль
- 2005 «Холодильник та інші» — Юля, головна роль
- 2005 «Фаворський» — епізодична роль

## Нагороди
- 2009 — Приз глядацьких симпатій суспільства «Театрал» (Санкт-Петербург) в номінації «Дебют».
- 2012 — Лауреат Молодіжної премії уряду Санкт-Петербурга «За досягнення в області сценічної творчості».